# Американский кроншнеп
Американский кро́ншнеп (лат. Numenius americanus) — вид птиц из семейства бекасовых (Scolopacidae). Подвидов не выделяют. Распространён в Северной Америке.

## Внешний вид
Большая, длинноногая береговая птица с очень длинным изогнутым клювом. Длина тела 500—650 мм. Длина клюва 113—219 мм, размах крыльев 251—304 мм. Оперение тела насыщенного бурого цвета с оттенками коричневого или розового, верхняя часть тела покрыта тёмно-коричневыми полосами и пятнами. Подкрылья контрастного коричневого цвета, а верхняя поверхность маховых перьев контрастного оранжево-коричневого цвета.
Окраска самцов и самок схожа, но самки в среднем крупнее и имеют более длинные клювы, чем самцы (приблизительная длина клюва самца 139 мм, самки — около 170 мм). Оперение одинаковое в течение всего года.
Молодые птицы отличаются от взрослых покровными перьями крыльев, имеющими тёмно-коричневую середину, но без тёмно-коричневых полос и светлых пестрин. Молодые третичные перья также более яркие, чем у взрослых, с более тёмными и широкими центральными полосами и коричнево-бурым, а не серовато-бурым основным цветом. Нижняя часть тела у молодых птиц может быть менее полосатой, чем у взрослых, а клюв заметно короче, особенно у недавно вылупившихся птенцов.

## Распространение и места обитания
Этот вид гнездится в центральной и западной частях Северной Америки, мигрируя на зиму на юг и побережье.

## Поведение

### Вокализация
Различают около 8 различных видов вокализации, от характерного свиста, скрипа до механических щелчков.

### Питание
Американские кроншнепы часто кормятся стаями. С помощью длинного клюва особи прощупывают ил или другой грунт в поисках подходящей пищи. Обычно пищей служат крабы и другие мелкие беспозвоночные. Этот вид также питается кузнечиками, жуками и другими насекомыми. Известно, что иногда поедает яйца других птиц.

### Размножение

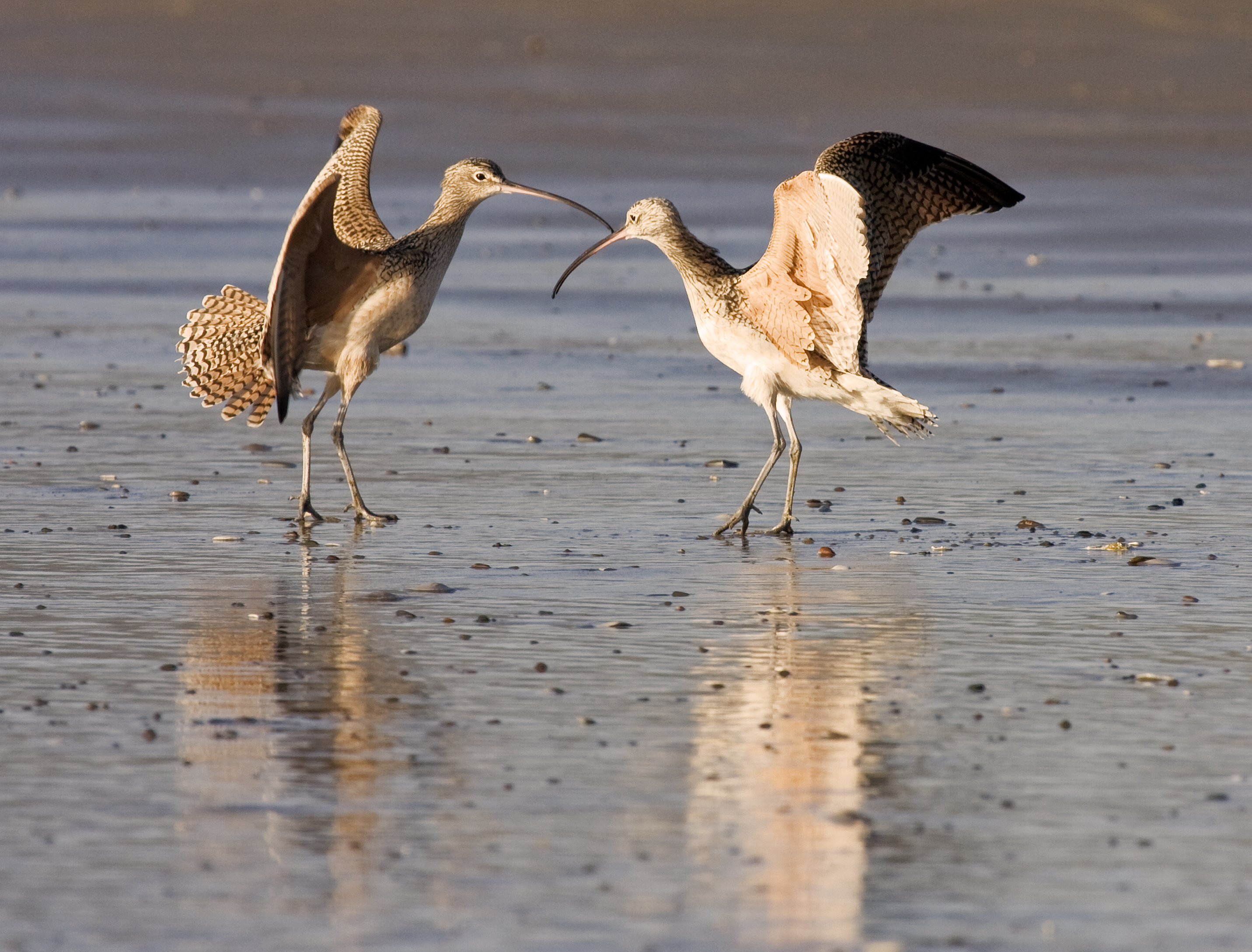
Ухаживание американского кроншнепа

Места размножения — степи в центрально-западной части Северной Америки. Вид демонстрирует сложные ухаживающие танцы, также часто встречаются быстрые и петлеобразные полеты во время ухаживания. Маленькое углубление выстилается различными сорняками и травами и служит гнездом.
Американский кроншнеп откладывает определённое количество яиц, характерное для береговых птиц, обычно четыре яйца, цвет которых варьируется от белого до оливкового. Птенцы покидают гнездо вскоре после вылупления. Хотя за молодняком ухаживают оба родителя, самки обычно оставляют выводок самцу через 1-3 недели после вылупления и улетают на зимовку. Взрослые особи, чье гнездо было потеряно, часто немедленно (или почти немедленно) улетают на зимовку.

## Классификация
Вид был описан Иоганном Маттеусом Бехштейном в 1812 году. Подвидов не выделяют.

## Охранный статус
В конце XIX века популяция значительно сократилась из-за охоты, хотя в последнее время численность несколько возросла. Ранее МСОП классифицировал этот вид как находящийся под угрозой исчезновения, но новые исследования подтвердили, что американский кроншнеп снова стал обычным и широко распространенным видом. В связи с этим в 2008 году он был включен в список видов, вызывающих наименьшую озабоченность.